# Annetów
Annetów [pronunciación en polaco: /anˈnɛtuf/] es un pueblo en el distrito administrativo de Gmina Bedlno, dentro del Distrito de Kutno, Voivodato de Łódź, en Polonia central. Se encuentra aproximadamente 6 kilómetros al este de Bedlno, 20 kilómetros al este de Kutno, y 49 kilómetros al norte de la capital regional, Łódź.